# Perspektive hoch drei
Perspektive³ / Perspektive hoch drei e. V. ist ein unabhängiger, gemeinnütziger, überparteilicher und selbstorganisierter Verein. Er beschäftigt sich mit den Sichtweisen der so genannten Dritten Generation Ostdeutschland auf vergangene, gegenwärtige und zukünftige gesellschaftliche Fragen. Dazu nimmt er Bilder, Erfahrungen und Wissen von und über diese Generation in der gesamtdeutschen Gesellschaft in den Blick. Der Verein versteht sich als eine Plattform, die Projekte aus den Bereichen Kultur, Bildung und Wissenschaft aufgreift und in Form von konkreten Projekten initiiert und umsetzt.

## Geschichte
2010 fanden in Berlin Ost- und Westdeutsche der Jahrgänge 1975 bis 1985 zusammen und gründeten die Initiative Dritte Generation Ostdeutschland. Die Idee fand nicht nur in den Medien große Resonanz, sondern stieß bei vielen ostdeutschen Menschen auf großes Interesse. Mit dem Wachsen der Initiative zeigte sich, dass die Organisationsform bestehend aus einer Initiativgruppe parallel zu der für die finanzielle und juristische Unterstützung einiger Projekte geschaffene rechtliche Form für viele der Engagierten nicht mehr tragfähig war. Nach einer Phase der Diskussion und des Ausprobierens entschied sich 2013 ein Teil der in Projekten der Dritten Generation Ostdeutschland Engagierten dafür, einen neuen gemeinnützigen Verein zu gründen, um demokratische und transparente Entscheidungsprozesse zu ermöglichen: Perspektive³. Der Verein besteht aus 14 Mitgliedern.

## Projekte (Auswahl)

### DemografieLab – die Dritte Generation Ostdeutschland und der demografische Wandel
Im Dezember 2013 fand mit dem DemografieLab im Collegium Hungaricum die erste öffentliche Veranstaltung von Perspektive³ statt. Hier trugen Martin Speer, Peter-Georg-Albrecht, Michael Teffel, Urmila Goel, Ansgar Klein und Franziska Schubert vor und thematisierten gesellschaftliche Fragen, die sich aus dem demografischen Wandel ergeben.

### Mauersegler Kurzfilmpreis – Junge Perspektiven auf Mauerfall und Wiedervereinigung
In Kooperation mit dem Internationalen Kurzfilmfestival interfilm Berlin verlieh Perspektive³ 2014 den Kurzfilmpreis „Mauersegler“ an Filmemacher. Sie waren aufgerufen, ihren persönlichen Blick auf die Ereignisse der Friedlichen Revolution und/oder der Vereinigung in Deutschland zu zeigen. Aus über 120 Einreichungen entstanden zwei Wettbewerbsprogramme „Beyond the Wall“ und „Different Memories“, ergänzt um die Retrospektive „Rock the Wall“.
Jury: Jana Hensel, Mirza Odabasi, Gunther Scholz und Sebastian Urzendowsky
1. Preis: Sieben Mal am Tag beklagen wir unser Los und nachts stehen wir auf um nicht zu träumen, Regie: Susann Maria Hempel, Deutschland 2014
2. Preis: MC. Czlowiek z winylu, Regie: Bartosz Warwas, Polen 2010
3. Preis: Schätz doch mal! Das Quiz mit Hausverwalter Martin, Regie: Hubert Märkl, Deutschland 2009
Lobende Erwähnung: Foreign in my own Country, Regie: Tina Krüger, Mozambique 2014

### Ausstellung: Der Dritte Blick – fotografische Positionen einer Umbruchsgeneration
Im Oktober 2015 zeigte Perspektive³ in Kooperation mit dem Freundeskreis Willy-Brandt-Haus und der Stadtgalerie Kiel eine Ausstellung mit Positionen von Fotografen, die in den 1970er und 1980er Jahren in der DDR geboren wurden. Zu sehen waren Fotografien und Videoarbeiten von Sven Gatter, Anne Heinlein, Margret Hoppe, Marc Marquardt, Andreas Mühe, Julian Röder, Ina Schoenenburg, Luise Schröder und Paula Winkler. Die Ausstellung fragte danach, wie die Umbruchserfahrungen der Fotografen im wiedervereinigten Deutschland ihr Leben und ihre künstlerische Praxis prägen, welche Themen sie in den Fokus nehmen und wie sie Herkunft, Identität und Globalisierung begreifen. Filmische Kurzporträts von Nadja Smith und Dörte Grimm begleiteten die Positionen und stellten Bezüge zu biografischen und gesellschaftspolitischen Ereignissen her.

### Transition Dialogue (in Kooperation mit dem DRA)
Transition Dialogue thematisiert in den osteuropäischen Staaten Fragen nach Gemeinsamkeiten und Unterschieden innerhalb einer Transformations-Generation. Vom DRA – Deutsch-Russischer Austausch e. V. koordiniert, finden hier Aktivisten von NGOs zusammen, die wissen wollen, wie die Tatsache, in der Zeit des Wandels groß geworden zu sein, die Menschen befähigt, Systeme und zivilgesellschaftliche Prozesse kritisch zu hinterfragen. Wie positionieren sich Menschen zwischen 30 und 40 gegenüber der Geschichte ihres Landes? Welche Narrative wurden von der Gesellschaft und ihnen entwickelt und weitergetragen? Wie positionieren sie sich als „Bürger“ in der Gesellschaft oder wollen sie dieser Rolle überhaupt entsprechen? Welche Erfahrungen helfen Ihnen, die Umgestaltung der Gesellschaft voranzubringen?  Perspektive³ war zwischen 2014 und 2018 Kooperationspartner dieses grenzübergreifenden Projekts. Das Projekt wird von der Bundeszentrale für politische Bildung gefördert und trifft sich an jeweils anderen Orten Osteuropas.

### Zeitenwende-Lernportal
Das Zeitenwende-Lernportal unterstützt eine Auseinandersetzung mit der späten DDR, der Friedlichen Revolution und der sich anschließenden gesellschaftlichen Transformation in schulischen und außerschulischen Kontexten der historisch-politischen Bildungsarbeit. Erstmals werden hierfür die biografischen Erzählungen über die Kindheit und Jugend der so genannten Dritten Generation Ostdeutschland in den Mittelpunkt gerückt. Schülerjahrgänge können so die deutsche Teilungs- und Transformationsgeschichte leichter mit dem eigenen Erfahrungshorizont in Bezug setzen. Lehrer und historisch-politische Bildner erhalten neue Impulse, grundlegende Methoden-, Sach-, Frage- und Orientierungskompetenzen an ihre Schüler zu vermitteln. Das Spektrum der Zeitzeugenerzählungen über die DDR und die Wiedervereinigung, wird durch das Lernmaterial um eine neue alltagsweltliche Perspektive ergänzt.

## Ehrungen
- 2020: Theodor-Heuss-Medaille[18] für „das demokratiepolitische Engagement der Mitglieder, die ausgehend von ihren Wende- und Nachwende-Erfahrungen ihre Rolle als „Raumpioniere“ und Mittler zwischen Ost und West gefunden haben und mit hohem Verantwortungsbewusstsein, Mut und Optimismus Zukunft gestalten“[18]